# ヒメハマトビムシ
ヒメハマトビムシは日本全国の海岸に生息する小型の陸棲甲殻類である。体長は15mm程度(平山 1995)。20世紀中は世界各地にみられる汎存種と考えられていたが、近年の研究によって、複数属・種を内包する総称として位置づけられるようになった。

## 分布
クシヒメハマトビムシDemaorchestia joi
ロシア (Державин 1937)。国内の推定分布は秋田県，茨城県，静岡県 (笹子 2011)；岡山県 (小川 2020)；北海道，福井県，千葉県，愛知県，鳥取県，愛媛県(Morino 2024)。
Demaorchestia mie
三重県 (Stephensen 1945)。
タイヘイヨウヒメハマトビムシPlatorchestia pacifica
韓国 (笹子 2011)；台湾 (Miyamoto & Morino 2004)。国内の推定分布は北海道，東北，関東，中部，近畿，四国，沖縄県 (笹子 2011)；父島 (濵邉 2017)；岡山県 (小川 2020)。
- クシヒメハマトビムシDemaorchestia joiとタイヘイヨウヒメハマトビムシPlatorchestia pacificaはしばしば同所的に産する。

## 生態
- 砂浜，礫浜，岩礁など多様な海岸の汀線上に生息し、昼間は海岸漂着物の下側あるいは砂質に潜りこんでいる。
- 雑食性を示し、打ち上げられた海藻やその他生物の遺骸，砂粒の表面に付着した珪藻を食べていると考えられている。
- 隠れている漂着物が取り除かれると、四方八方に飛び跳ねて逃げる。
- ヒメハマトビムシ種群に噛まれたとする証言も散見されるが、等脚類と混同している可能性も否定できない。一方で、タイヘイヨウヒメハマトビムシPlatorchestia pacificaによる噛みつきを指摘する観察例もある[1]。

## 形態
- ハマトビムシ科は、第1触角全長が第2触角柄部長より短いことにより、モクズヨコエビ科などから識別される。
- Platorchestiinae亜科は、オスの第2触角の柄部は鞭部より長いこと；第2触角の基部は通常形を呈しヘラ状構造をもたないこと；オスの第2咬脚掌縁に波打ったような突起をもつこと；第1尾脚外葉上縁に棘状剛毛を欠くことで、日本から記録されている他の多くの属と識別される。
- Demaorchestia属およびPlatorchestia属は、オスの第2触角柄部第2節は太く発達すること；オスの第2咬脚掌縁に2つの隆起があることで、モリノオカトビムシ属（Morinoia属）などのオカトビムシ類から識別される。
- クシヒメハマトビムシDemaorchestia joiはオスの第2咬脚下縁に3～5本の剛毛をもち第7胸脚腕節に性的二形を生じないが、タイヘイヨウヒメハマトビムシPlatorchestia pacificaはオスの第2咬脚下縁に剛毛を欠きオスにおいて第7胸脚腕節が膨隆する。

## 分類
多くの文献において「ヒメハマトビムシ」という和名はOrchestia platensis(Iwasa 1939)(永田 1965)あるいはPlatorchestia platensis(平山 1995)に対応されてきた。しかし、2004年に真のPlatorchestia platensisはアジアに分布しないとの知見が示され、台湾の標本を元にPlatorchestia pacificaという新種が記載された(Miyamoyo & Morino 2004)。台湾のPlatorchestia platensisがPlatorchestia pacificaに置換されたことから、日本においても同様の処遇が行われ、「ヒメハマトビムシ」に対応する学名はPlatorchestia pacificaとされた(笹子 2011)。その後、森野・向井(2016)はこの対応を認めつつも、これまでPlatorchestia platensisと同定されてきたサンプルにPlatorchestia joi(=Demaorchestia joi)が含まれることを示唆し、「ヒメハマトビムシ」に対応する学名として暫定的にPlatorchestia joi(=Demaorchestia joi)を当てた。その後、Platorchestia pacificaにはタイヘイヨウヒメハマトビムシとの和名が与えられた(有山 2022)。
従来「ヒメハマトビムシ」と呼ばれていた日本の個体群は、現段階で本邦から発見されていないP. parapacifica，P. munmui，P. koreanensisなども含まれている可能性が指摘されており(Morino 2024)、研究の途上にある。